# Carla Moreno
Carla Priscile Moreno (São Carlos, 19 de septiembre de 1976) es una deportista brasileña que compitió en triatlón y acuatlón.
Ganó una medalla en los Juegos Panamericanos de 1999 en triatlón, y dos medallas en el Campeonato Panamericano de Triatlón en los años 2001 y 2010. Además, obtuvo dos medallas en el Campeonato Mundial de Acuatlón en los años 2003 y 2005.

## Palmarés internacional
| Juegos Panamericanos    | Juegos Panamericanos     | Juegos Panamericanos | Juegos Panamericanos |
| Año                     | Lugar                    | Medalla              | Prueba               |
| ----------------------- | ------------------------ | -------------------- | -------------------- |
| 1999                    | Winnipeg (Canadá)        | Medalla de plata     | Individual           |
| Campeonato Panamericano |                          |                      |                      |
| Año                     | Lugar                    | Medalla              | Prueba               |
| 2001                    | Orlando (Estados Unidos) | Medalla de bronce    | Individual           |
| 2010                    | Puerto Vallarta (México) | Medalla de oro       | Individual           |

| Campeonato Mundial | Campeonato Mundial         | Campeonato Mundial | Campeonato Mundial |
| Año                | Lugar                      | Medalla            | Prueba             |
| ------------------ | -------------------------- | ------------------ | ------------------ |
| 2003               | Queenstown (Nueva Zelanda) | Medalla de oro     | Individual         |
| 2005               | Gamagori (Japón)           | Medalla de plata   | Individual         |